# ウェアハウス (レンタルビデオ店)

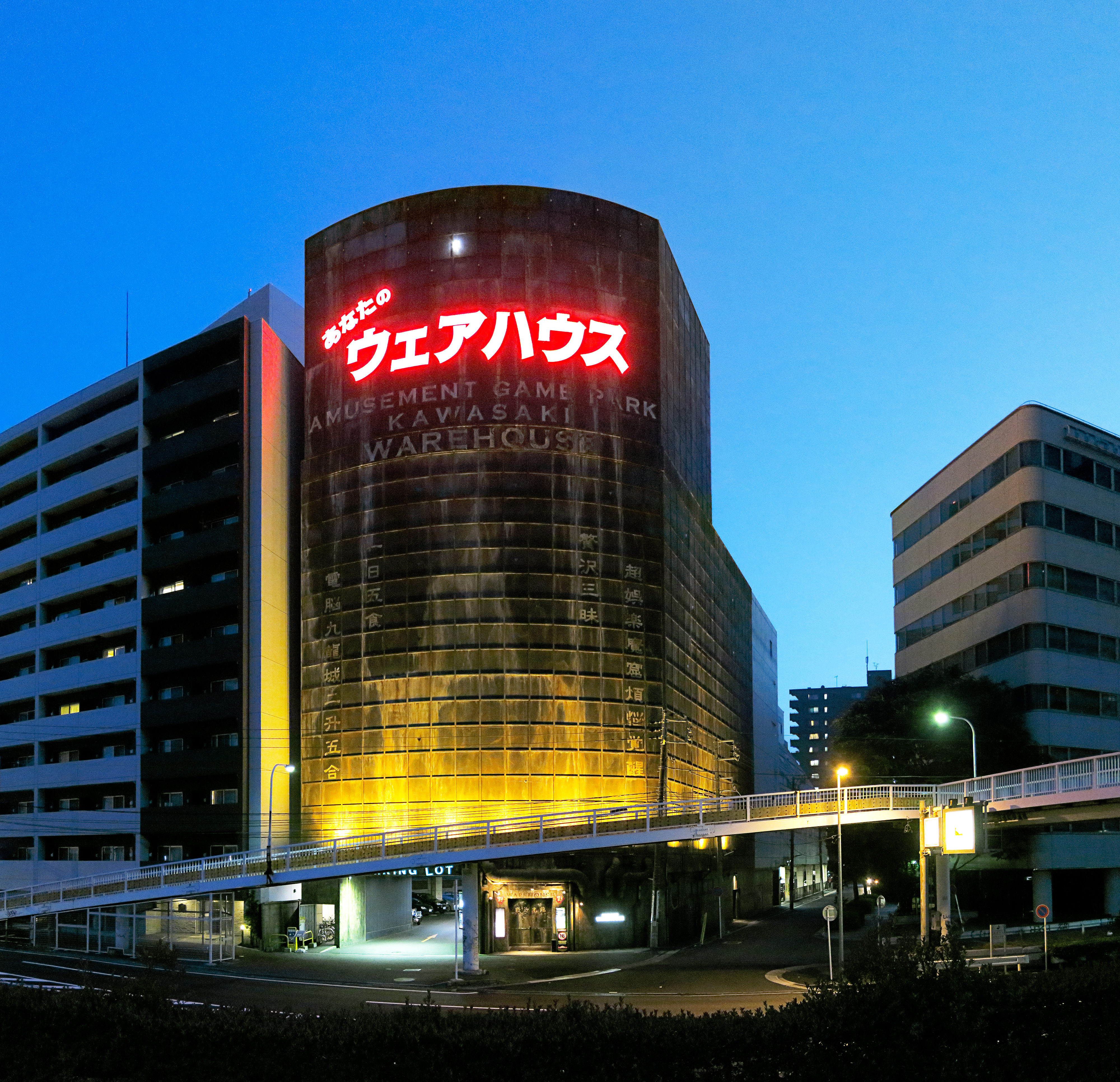
ウェアハウス川崎店の外観、2014年

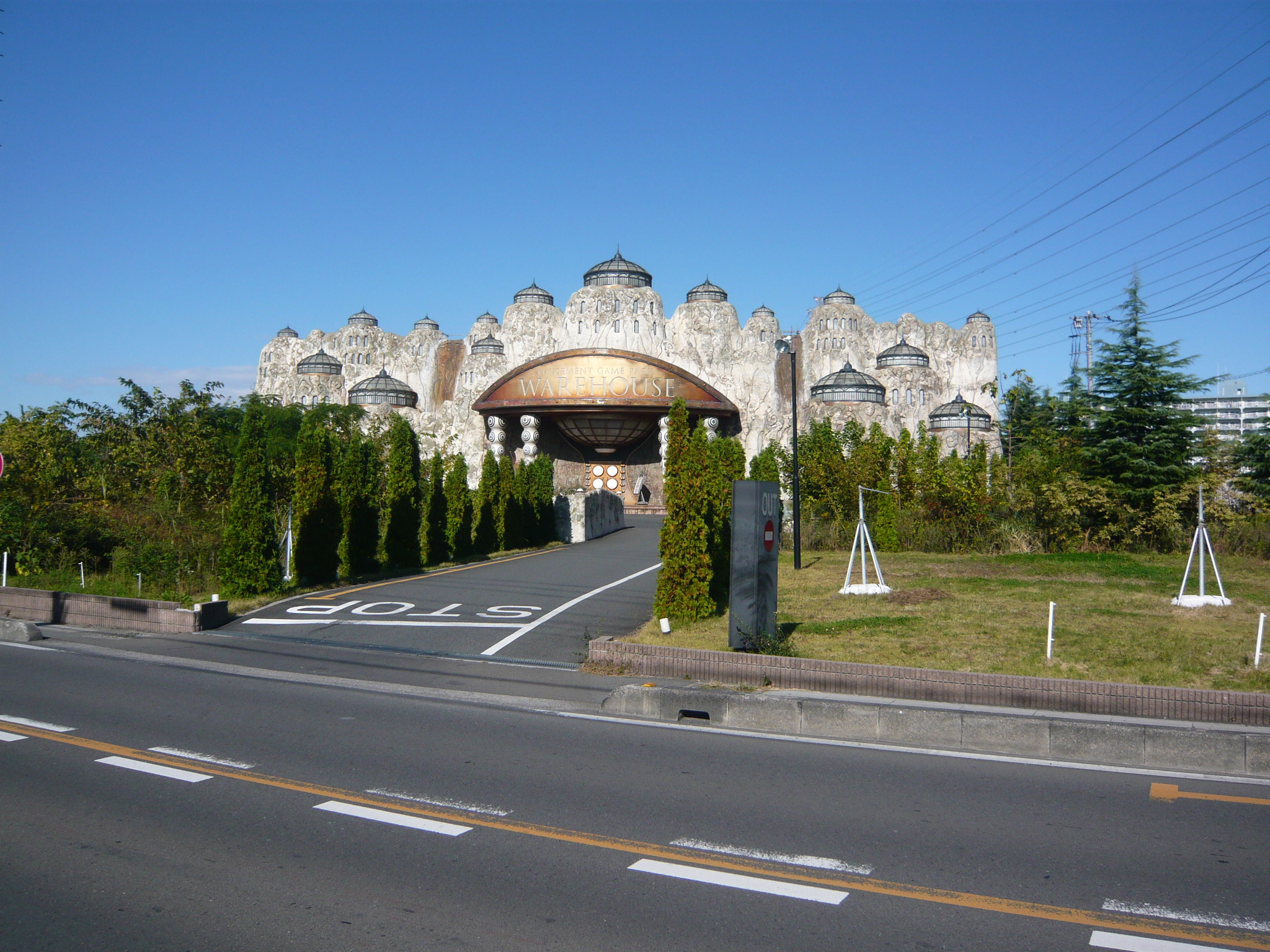
ウェアハウス三橋店

ウェアハウスは、株式会社ゲオが運営するアミューズメント施設。
かつて東京都足立区に本社を置いていた株式会社ウェアハウス（英: WAREHOUSE Co., Ltd.）は、ゲオホールディングスの子会社であったが、2014年（平成26年）4月1日に株式会社ゲオ（2代目法人）に吸収合併された。

## 概要
かつては「ウェアハウス」としてビデオ、DVD、CDやコミックのレンタルに加え、ゲームセンター等のアミューズメント施設の運営を行っていた。
創業当初より長らく株式会社シチエとして営業していたが、2009年（平成21年）1月より、展開している店舗のブランドに合わせて株式会社ウェアハウスに社名を変更し、2010年（平成22年）7月には、同業大手ゲオの連結子会社となった。これに伴い2012年（平成24年）7月、レンタル事業についてはゲオに商号を変更。その後もアミューズメント事業については「ウェアハウス」をそのまま使用しており、ゲオに吸収合併されたあとも継続使用されている。
アミューズメント施設に於いては外装・内装に特徴を持つ店舗がいくつか存在する。例えば、川崎駅の近く店舗は九龍城砦をモチーフとしており、外装から小物類に至るまで忠実に再現している（後述）。

## 沿革
- 1979年（昭和54年）6月 - 株式会社シチエを設立。
- 1982年（昭和57年） - レンタルビデオ事業を開始。
- 1986年（昭和61年） - 「ウェアハウス」店舗の展開を開始。
- 1993年（平成5年） - アミューズメント事業に参入。
- 1993年（平成5年）9月 - 本店を現在地に移転。
- 1994年（平成6年）4月 - カラオケボックス事業に参入。
- 1999年（平成11年）7月 - 株式を店頭登録。
- 2000年（平成12年）7月 - カラオケボックス事業から撤退。
- 2000年（平成12年）12月 - 東証2部に上場。
- 2003年（平成15年）12月 - 東証1部に指定替え。
- 2004年（平成16年）11月 - ゲオと業務・資本提携を締結。
- 2007年（平成19年）12月 - 本社機能を東京都千代田区外神田4丁目5番4号の亀松ビル3階に移転。
- 2009年（平成21年）1月 - 株式会社ウェアハウスに社名変更。
- 2010年（平成22年）1月 - ボウリング事業から撤退。
- 2010年（平成22年）7月2日 - 株式会社ゲオがウェアハウスに対しTOBを実施し成立したため、同社の連結子会社となる。
- 2010年（平成22年）11月22日 - 千代田区外神田の事務所を廃止し、足立区保木間の本店に統合。
- 2012年（平成24年）7月1日 - レンタル事業の商号をゲオに変更。
- 2013年（平成25年）3月 - 株式会社ゲオホールディングスが同年2月より実施していた株式公開買付けの結果、同社の議決権比率が91.27%となる。
- 2013年（平成25年）6月 - 株式会社ゲオホールディングスの完全子会社となり上場廃止。
- 2014年（平成26年）4月1日 - 株式会社ゲオに吸収合併される[1]。

## 店舗

### ウェアハウス川崎店
ウェアハウス川崎店は、九龍城砦をモチーフとした建物として知られ、欅坂46の楽曲『ごめんね クリスマス』のMV撮影にも使われたこともある。2019年11月17日に閉店した。